# Stiftung Zollverein

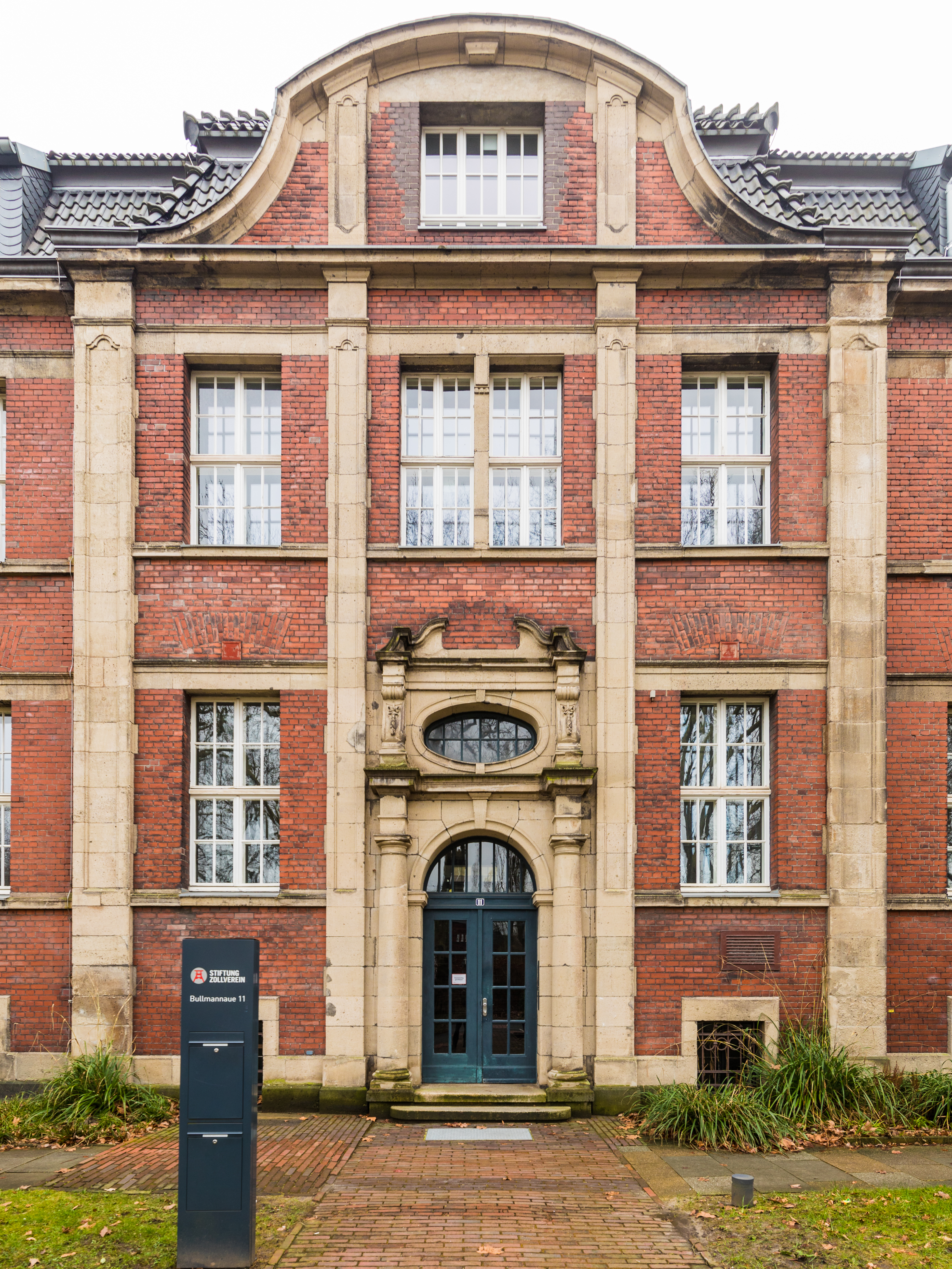
Stiftung Zollverein

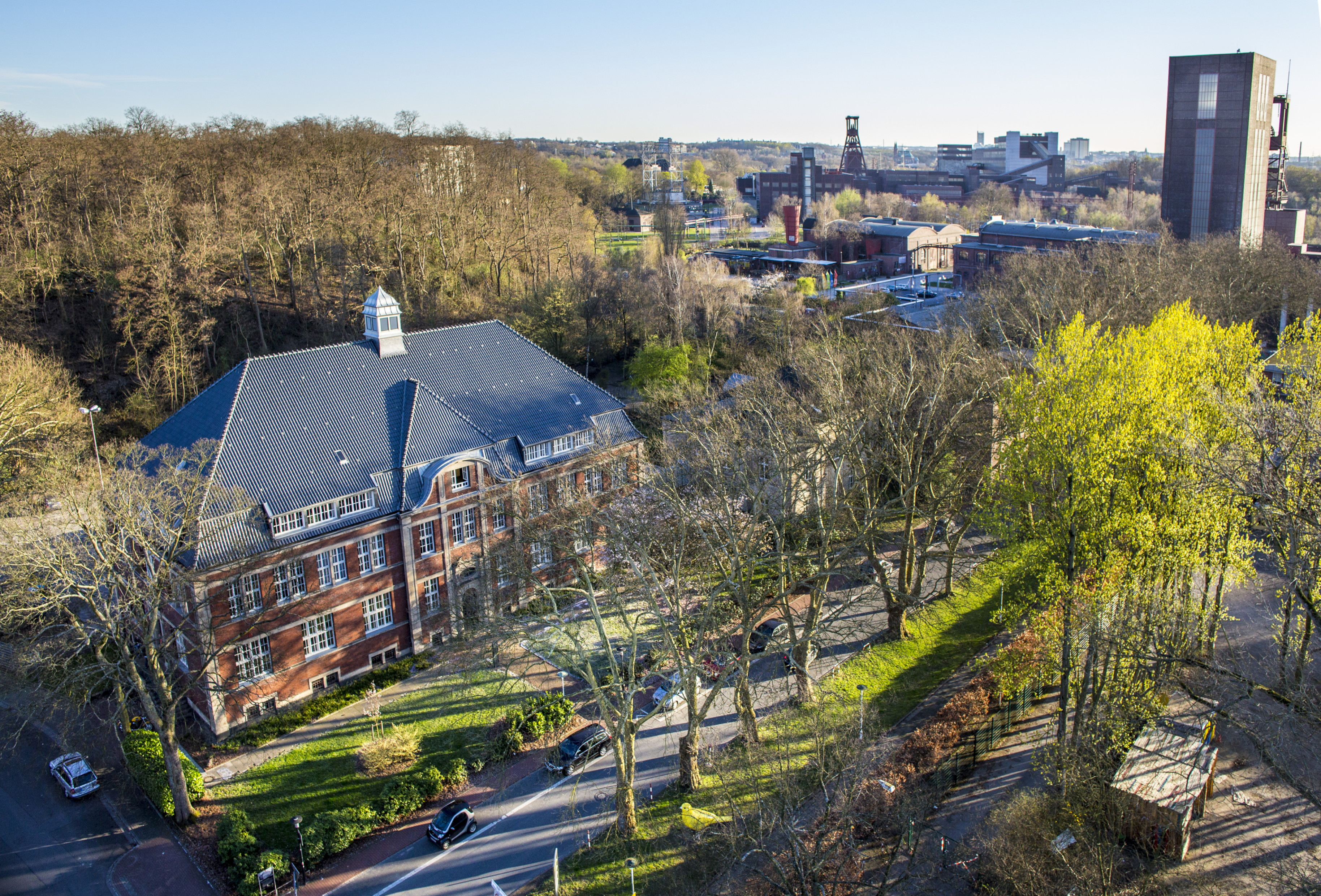
1906 errichtetes Gebäude der Direktion der Zeche Zollverein in Essen, seit 2013 Sitz der Stiftung Zollverein

Die Stiftung Zollverein wurde 1998 von der Stadt Essen und dem Land Nordrhein-Westfalen gegründet, Zustifter ist der Landschaftsverband Rheinland. Die am 8. Dezember 1998 anerkannte Stiftung Zollverein ist eine gemeinnützige rechtsfähige Stiftung des bürgerlichen Rechts und unterliegt der Aufsicht der Bezirksregierung Düsseldorf. Den Vorstand bilden Hans-Peter Noll (Vorsitzender) und Heinrich Theodor Grütter.

## Zweck und Aufgaben
Unter dem allgemeinen Ziel der Förderung von Kultur und Denkmalpflege hat die Stiftung die zentrale Aufgabe, die Bestandsgebäude und Außenanlagen des UNESCO-Welterbes Zeche und Kokerei Zollverein in Essen denkmalgerecht zu erhalten, zu sichern und für eine künftige Nutzung zu entwickeln. Verschiedene Flächen und Raumangebote der Anlage unterliegen ihrem Eventmarketing.
Die Stiftung Zollverein hat ihren Sitz auf dem Gelände des UNESCO-Welterbes Zollverein, seit 2013 im ehemaligen Direktionsgebäude in der Bullmannaue 11 in Essen-Stoppenberg. Das 1906 errichtete Gebäude beherbergte 80 Jahre lang die Verwaltung der Zeche Zollverein.

## Kritik
Von Seiten der Denkmalpflege und Forschung wurde bemängelt, dass die Stiftung Zollverein weitreichende Aus- und Umbauten der Zeche Zollverein betrieb, die die Authentizität der Zechenanlage untergruben. Im Fokus der Kritik standen ein Gebäudeaufsatz auf der Kohlenwäsche und ein Riesenrad im Bereich der Ofenanlage. Als „negative Wertschätzung der historischen Kulturlandschaft als Weltkulturerbe“ und als das „Ende jeder historischen Grundlagenforschung, die eine professionelle denkmalpflegerische Konzeption (…) vor Ort hätte vorbereiten können“, wurde auch kritisiert, dass die Stiftung Zollverein keine Geschichts- und Denkmalarbeit durchführe. Der Denkmalpfleger Henry Cleere, Repräsentant des International Council on Monuments and Sites, sagte zu Beginn der 2000er Jahre: „Ich habe das Gefühl, die Leute vergessen, warum Zollverein auf der Welterbeliste steht.“